# Giuseppe Cino

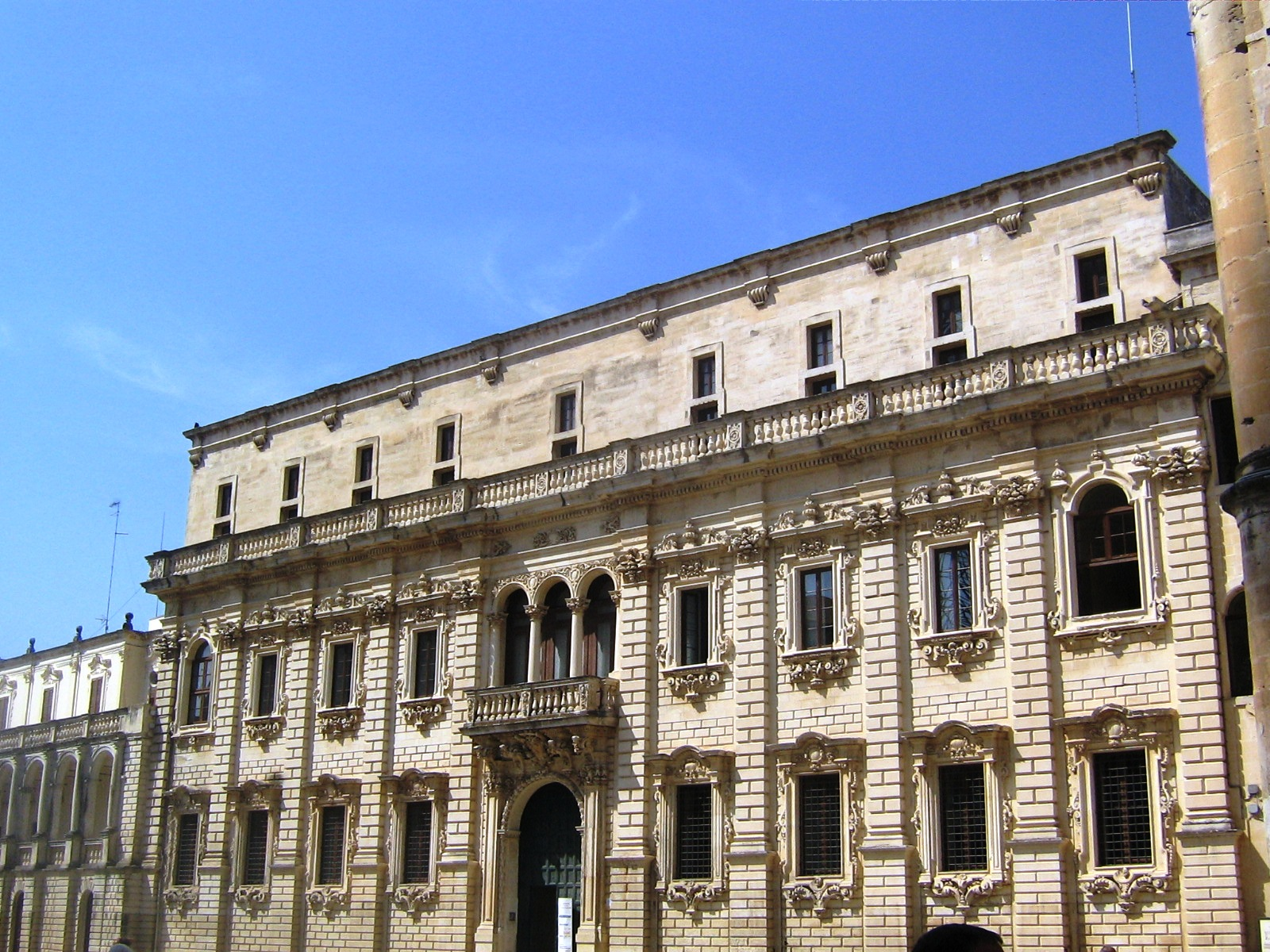
Le Palais du Séminaire à Lecce, construit par Cino.

Giuseppe Cino, né à Lecce dans les Pouilles, le 15 juin 1645, mort dans la même ville en avril 1722, est un architecte italien de la période baroque.
Surtout actif dans sa cité natale, Giuseppe Cino fut, à la suite de Giuseppe Zimbalo, le plus grand représentant du style particulier d'architecture baroque qui s'est développée au XVIIe siècle à Lecce (appelé baroque de Lecce) et a contribué à faire de sa ville celle que l'on a appelée la « Florence du baroque ».

## Carrière et réalisations
Poursuivant les recherches stylistiques de son contemporain Giuseppe Zimbalo, il entreprit à Lecce la construction de plusieurs édifices représentatifs du style baroque spécifique à la cité et sa région. Ses édifices, d'une grande légèreté, reprennent le foisonnement d'ornements et de sculptures qui décorent les façades déjà utilisé par Zimbalo. Cino conçoit les façades comme des décors de théâtre qui masquent le bâtiment et qui doivent fasciner par la profusion des détails plus que par leur caractère imposant. Son talent le fait vite remarquer et la plus grande partie de ses réalisations sont des commandes importantes de l'Église - en la personne des évêques métropolites de Lecce - qui a lancé et stimulé la fièvre constructrice qui s'empare de Lecce au XVIIe siècle. On lui doit les plans de l'église Santa Chiara, puis au début du XVIIIe siècle la construction des églises des Alcantarine (it) et du Carmine (it). Ses deux plus importantes réalisations et réussites sont cependant l'achèvement du Palais des Célestins, où il succéda à Zimbalo en tant que maître d'œuvre et l'édification du Palais du Séminaire, sur la place de la Cathédrale, commandé par l'évêque Antonio Pignatelli, futur pape Innocent XII. Ces deux palais sont les plus baroques des édifices civils de Lecce, et s'intègrent parfaitement dans l'espace théâtral qu'ils occupent, le Palais des Célestins étant attenant à la célèbre Basilique Santa Croce de Zimbalo et le Palais du Séminaire occupant l'un des quatre côtés de la place fermée de la Cathédrale, conçue comme une immense scène baroque.
Par ailleurs, Giuseppe Cino est aussi le rédacteur de Mémoires dans lesquelles il raconte ses années d'activité à Lecce, période de foisonnement artistique important, et qui constituent un document précieux pour l'histoire du développement de la scène baroque de la ville et la connaissance de la vie locale à la fin du XVIIe siècle.

## Galerie d'images

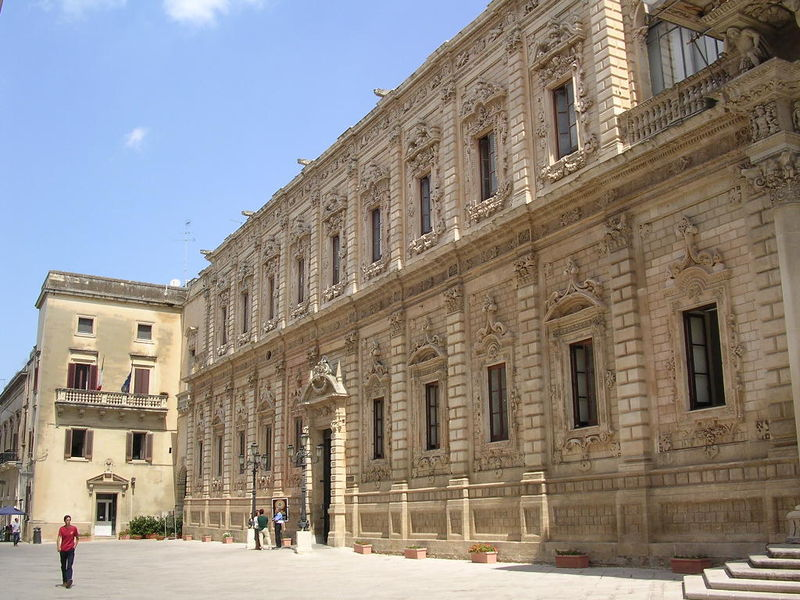
Le Palais des Célestins.
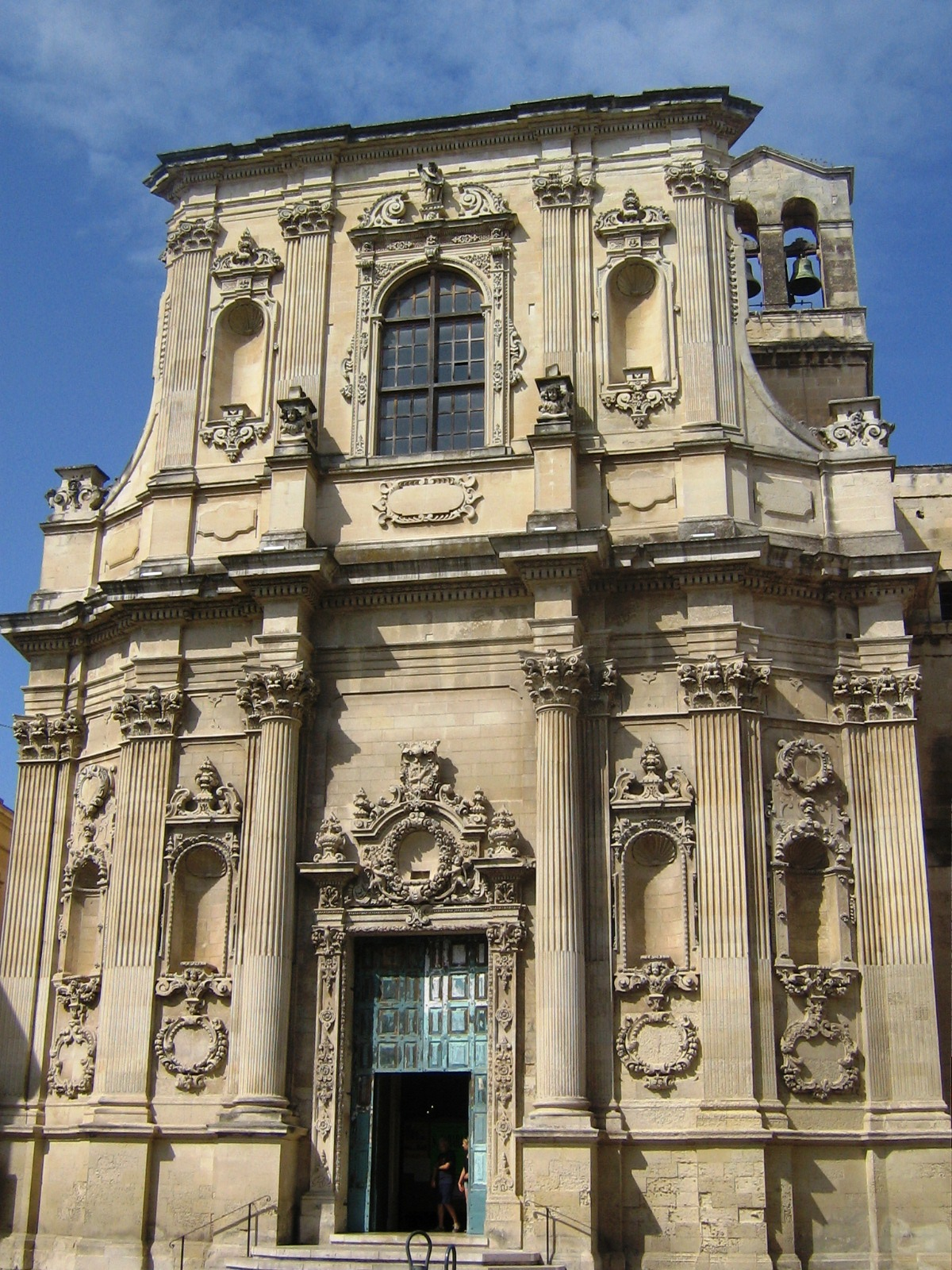
L'église Santa Chiara.
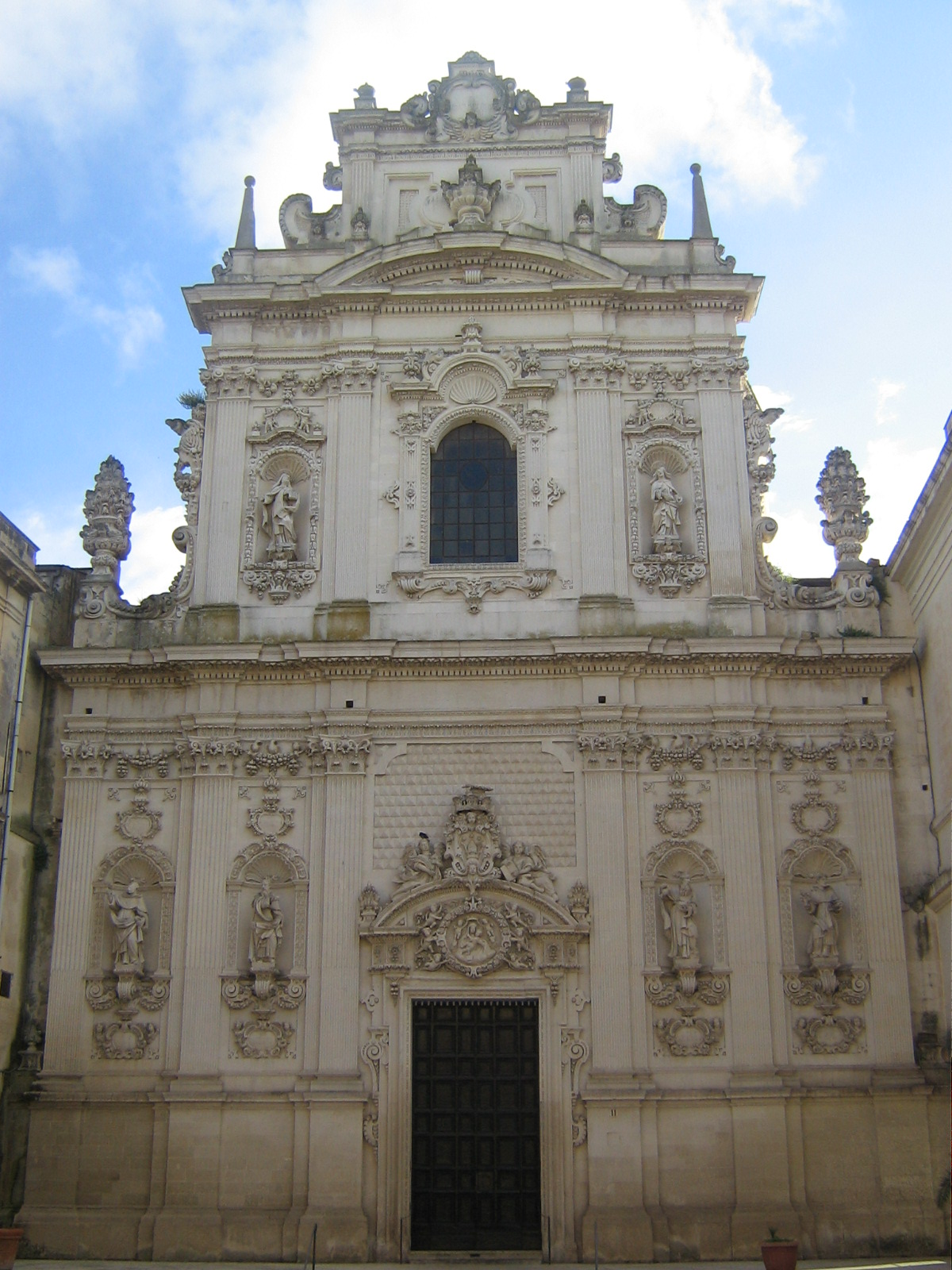
L'église du Carmine.